# Chrysso vexabilis
Chrysso vexabilis is een spinnensoort in de taxonomische indeling van de kogelspinnen (Theridiidae).
Het dier behoort tot het geslacht Chrysso. De wetenschappelijke naam van de soort werd voor het eerst geldig gepubliceerd in 1884 door Eugen von Keyserling.